# Andréievskaia
Andréievskaia (en rus: Андреевская) és un poble (una stanitsa) de l'óblast de Rostov, a Rússia, que en el cens del 2010 tenia 825 habitants, pertany al districte de Dubóvskoie.